# Bakool
Bakool (arab. باكول, Bākūl) – jeden z osiemnastu regionów administracyjnych w Somalii, którego siedzibą jest miasto Xuddur, znajdujący się w południowo-zachodniej części kraju.

## Podstawowe informacje

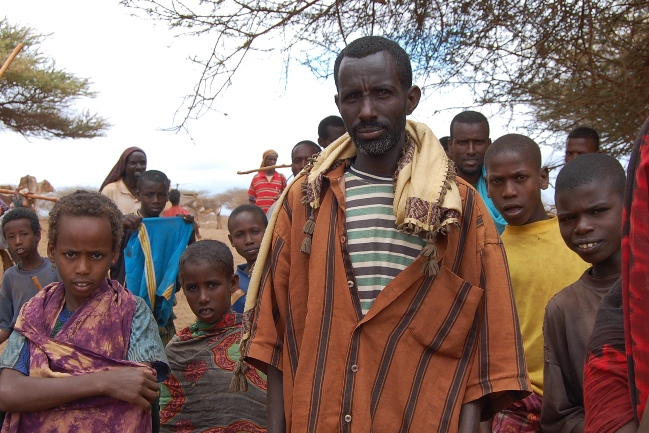
Mieszkańcy regionu Bakool

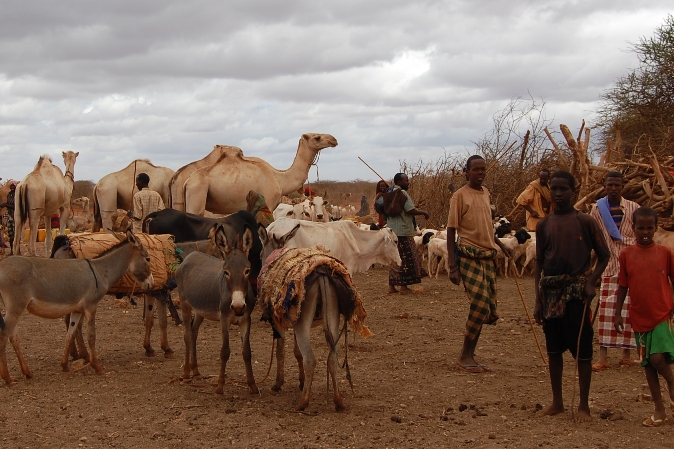
Ludzie i zwierzęta w oczekiwaniu do studni (Bakool)

Region Bakool znajduje się w południowo-zachodniej części Somalii. Od strony północnej graniczy z Etiopią, od strony zachodniej z somalijskim regionem Gedo, od południowej z regionem Bay, a wschodniej zaś z regionem Hiiraan.
Terytorium regionów Bakool, Gedo i Bay oraz większa część regionu Dżuba Środkowa przed podziałem w 1980 roku były częściami tzw. Regionu Górnego, którego stolica znajdowała się w Xuddur.
Podstawowym środkiem utrzymania mieszkańców regionu są uprawy sorgo, niekiedy w połączeniu z hodowlą bydła. W północnej części regionu spotkać można także plemiona koczownicze.
Najliczniejszą grupą etniczną zamieszkującą region Bakool są członkowie jednego z sześciu zespołów rodowych, Rahanwejn.
W marcu 2014 roku Somali Armed Forces (somalijskie siły zbrojne), wspomagane przez AMISOM schwytały w stolicy Bakool, Xuddur grupy bojowników somalijskiej radykalnej islamistycznej organizacji militarnej Asz-Szabab. Ofensywa ta była częścią dobrze zaplanowanej operacji wojskowej mającej na celu usunięcie grupy powstańczej z pozostałych obszarów południowej Somalii.

## Dystrykty
Region Bakool podzielony jest na pięć następujących dystryktów:
- Ceelbare
- Rabdhuure
- Tiyeegloow
- Waajid
- Xuddur

## Większe miasta
- Ceelbarde
- El Barde
- Tiyeglow
- Wajid
- Xuddur